# Please Please Please
Please Please Please é uma música da cantora norte-americana Sabrina Carpenter de seu sexto álbum de estúdio, Short n' Sweet (2024). Foi lançada pela Island Records em 6 de junho de 2024 como o segundo single do álbum. Produzida por Jack Antonoff, foi escrita por Antonoff, Carpenter e Amy Allen. É uma música de country pop, synth-pop e yacht rock, com influências de disco-pop, na qual Carpenter expressa seus medos de que seu namorado deixe sua reputação de "bad boy" ofuscar e destruir tanto o relacionamento deles quanto seu orgulho.
A música foi aclamada pelos críticos musicais após o lançamento. "Please Please Please" alcançou o topo da Billboard Hot 100, tornando-se seu primeiro single número um na parada. Fora dos Estados Unidos, "Please Please Please" liderou as paradas na Austrália, Irlanda, Nova Zelândia, Noruega e Reino Unido. Atingiu o top 10 em outros 18 países, incluindo Canadá, Dinamarca, Países Baixos, Portugal e Suécia. "Please Please Please" foi indicada ao prêmio de Canção do Ano no Grammy Awards de 2025.

## Antecedentes e lançamento
Após o sucesso comercial de "Espresso", Carpenter anunciou seu sexto álbum de estúdio, Short n' Sweet, em 3 de junho de 2024. Ao mesmo tempo, prometeu uma surpresa para seus fãs, que se revelou ser o single. Apenas dois dias depois, Carpenter usou as redes sociais para anunciar o lançamento da música e compartilhar um teaser do videoclipe, que apresenta visuais cinematográficos projetados para destacar suas habilidades de atuação. O clipe a mostra vestindo uma roupa vermelha rendada em um cenário de assalto, além de se envolver em um romance com um criminoso interpretado por seu então namorado Barry Keoghan. "Please Please Please" foi classificada como uma música de country pop, synth-pop, e yacht rock com influências de disco-pop.

## Videoclipe
O videoclipe de "Please Please Please" foi filmado em 23 de maio de 2024 em Staten Island, Nova York, e serve como uma sequência do videoclipe de "Espresso", lançado no início do ano. O vídeo explora uma dinâmica romântica entre Carpenter e um presidiário, interpretado pelo ator irlandês Barry Keoghan, que era então namorado de Carpenter. As cenas da prisão foram filmadas na Arthur Kill Correctional Facility, propriedade da Broadway Stages.
O vídeo continua de onde "Espresso" terminou e foca no relacionamento de Carpenter com um interesse amoroso caótico. O diretor do vídeo, Bardia Zeinali, expandiu essa ideia, incorporando temas de inversão de papéis e dinâmicas de poder, além de cenas recorrentes, como Carpenter pegando repetidamente o interesse amoroso do lado de fora da mesma prisão em diferentes momentos. Pamela Anderson, Tommy Lee, Madonna, Dennis Rodman, Quentin Tarantino, Natural Born Killers (1994), Bonnie e Clyde, e Thelma & Louise (1991) foram citados como inspirações para o vídeo. O diretor de fotografia Sean Price Williams filmou o vídeo em película.

## Desempenho comercial
Em 17 de junho, "Espresso" alcançou o primeiro lugar na Billboard Global 200. Em 22 de junho de 2024, a música estreou na segunda posição na Billboard Hot 100, tornando-se a estreia mais alta de Carpenter na parada e seu single de maior sucesso até então. Na semana seguinte, alcançou o topo da parada, tornando-se seu primeiro número um nos Estados Unidos.
No Reino Unido, com "Please Please Please" em primeiro lugar e sua música anterior "Espresso" em segundo lugar na UK Singles Chart, Carpenter tornou-se a primeira artista feminina a ocupar as duas primeiras posições da parada por cinco semanas consecutivas e igualou Ed Sheeran como o único artista a alcançar esse feito em geral. Em 12 de julho de 2024 – para a semana com data de término em 18 de julho de 2024 – "Please Please Please" foi destronada do topo da UK Singles Chart, com "Espresso" retornando ao primeiro lugar. Em 26 de julho de 2024 – para a semana com data de término em 1º de agosto de 2024 – "Please Please Please" voltou ao topo da UK Singles Chart pela segunda vez, substituindo "Espresso", que caiu para o nono lugar, enquanto "Birds of a Feather" de Billie Eilish assumiu a segunda posição.

## Apresentações ao vivo
Carpenter apresentou um medley de "Taste", "Please Please Please" e "Espresso" no MTV Video Music Awards de 2024 em 11 de setembro de 2024. Lester Fabian Brathwaite, da Entertainment Weekly, e Hannah Jackson, da Vogue, consideraram que Carpenter canalizou Britney Spears, Marilyn Monroe e Madonna em sua Blond Ambition World Tour (1990).
"Please Please Please" foi incluída no setlist permanente da sexta turnê principal de Carpenter, a Short n' Sweet Tour (2024–2025).
Carpenter apresentou "Please Please Please" com a cantora e compositora americana Taylor Swift no segundo show de Nova Orleans da The Eras Tour (2023–2024), em um mashup acústico com "Espresso" e "Is It Over Now?" (2023).
Em 2 de fevereiro de 2025, Carpenter apresentou "Please Please Please" na 67ª edição do Grammy Awards.

## Lista de faixas
- Download digital e streaming – single[34]

1. "Please Please Please" – 3:06
2. "Please Please Please" (acoustic) – 3:01
3. "Please Please Please" (clean) – 3:06
4. "Please Please Please" (sped up) – 2:32
5. "Please Please Please" (slowed down) – 3:30
6. "Please Please Please" (a cappella) – 3:06
7. "Please Please Please" (instrumental) – 3:06

- 7-inch single[35]

1. "Please Please Please" – 3:06
2. "Please Please Please" (acoustic) – 3:01

## Indicações
| Organização              | Ano  | Categoria              | Resulto  | Ref.   |
| ------------------------ | ---- | ---------------------- | -------- | ------ |
| MTV Video Music Awards   | 2024 | Melhor Direção         | Indicado | [ 36 ] |
| MTV Video Music Awards   | 2024 | Melhor Direção de Arte | Indicado | [ 36 ] |
| MTV Video Music Awards   | 2024 | Canção do Verão        | Indicado | [ 36 ] |
| Grammy Awards            | 2025 | Canção do Ano          | Indicado | [ 37 ] |
| iHeartRadio Music Awards | 2025 | Melhor Vídeo Musical   | Pendente | [ 38 ] |

## Créditos e pessoal
Os créditos são adaptados das notas do encarte de Short n' Sweet.
Gravação e produção
- Gravado nos Electric Lady Studios (Nova Iorque)
- Performance de Evan Smith gravada no Pleasure Hill Recording (Portland, Maine)
- Mixado no MixStar Studios (Virginia Beach)
- Masterizado no Nomograph Mastering (Los Angeles)
- Sabalicious Songs (BMI) administrado por Songs Of Universal, Inc., Songs Of Universal, Inc./Ducky Donath Music (BMI), Kenny + Betty Tunes (ASCAP) administrado pela WC Music Corp.

Equipe
- Sabrina Carpenter – vocal principal, composição
- Jack Antonoff – programação de bateria, percussão, bateria, guitarras elétricas, guitarras acústicas, Roland Juno-60, guitarra baixo, Moog, Prophet-5, Korg MI, produção, composição
- Amy Allen – composição
- Bobby Hawk - violino
- Laura Sisk - engenharia
- Oli Jacobs - engenharia
- Jack Manning - assistência de engenharia
- Jozef Caldwell - assistência de engenharia
- Joey Miller - assistência de engenharia
- Evan Smith - flauta, engenharia
- Serban Ghenea – mixagem
- Bryce Bordone – engenharia de mixagem
- Ruairi O'Flaherty – masterização

## Desempenho nas tabelas musicais
| Tabela (2024)                                     | Melhor posição |
| ------------------------------------------------- | -------------- |
| Alemanha (Offizielle Deutsche Charts)             | 33             |
| Argentina (Argentina Hot 100)                     | 34             |
| Austrália (ARIA)                                  | 1              |
| Áustria (Ö3 Austria Top 75)                       | 13             |
| Bélgica (Ultratop 50 de Flandres)                 | 30             |
| Mundo (Billboard Global 200)                      | 1              |
| Bolivia (Billboard)                               | 23             |
| Brasil (Billboard Brasil Hot 100)                 | 38             |
| Canadá (Canadian Hot 100)                         | 3              |
| Canadá (Billboard CHR/Top 40)                     | 3              |
| Canadá (Billboard Hot AC)                         | 12             |
| Comunidade dos Estados Independentes (Tophit)     | 53             |
| Chile (Billboard)                                 | 24             |
| Coreia do Sul (BGM) (Circle)                      | 80             |
| Coreia do Sul (Download) (Circle)                 | 185            |
| Croácia (Billboard)                               | 17             |
| Croácia (HRT)                                     | 12             |
| Dinamarca (Hitlisten)                             | 8              |
| El Salvador (Monitor Latino)                      | 16             |
| Emirados Árabes Unidos (IFPI)                     | 9              |
| Eslováquia (Rádio Top 100)                        | 47             |
| Eslováquia (Singles Digitál Top 100)              | 25             |
| Espanha (PROMUSICAE)                              | 23             |
| Estados Unidos (Billboard Hot 100)                | 1              |
| Estados Unidos (Billboard Adult Contemporary)     | 21             |
| Estados Unidos (Billboard Adult Top 40)           | 9              |
| Estados Unidos (Billboard Dance/Mix Show Airplay) | 15             |
| Estados Unidos (Billboard Mainstream Top 40)      | 1              |
| Estônia (Airplay) (TopHit)                        | 4              |
| Filipinas (Billboard)                             | 3              |
| Finlândia (Suomen virallinen lista)               | 19             |
| França (SNEP)                                     | 44             |
| Grécia (International) (IFPI)                     | 4              |
| Hong Kong (Billboard)                             | 12             |
| Hungria (Single Top 40)                           | 38             |
| India (IMI)                                       | 2              |
| Indonesia (Billboard)                             | 3              |
| Irlanda (IRMA)                                    | 1              |
| Islandia (Tónlistinn)                             | 2              |
| Israel (Media Forest)                             | 1              |
| Itália (FIMI)                                     | 90             |
| Japão (Hot Overseas) (Billboard Japan)            | 2              |
| Letônia (LAIPA)                                   | 7              |
| Letônia (Airplay) (LAIPA)                         | 6              |
| Libano (Lebanese Top 20)                          | 3              |
| Lituânia (AGATA)                                  | 11             |
| Lituânia (Lithuania Airplay) (TopHit)             | 2              |
| Luxemburgo (Billboard)                            | 8              |
| Malásia (Billboard)                               | 2              |
| Malásia (International) (RIM)                     | 2              |
| MENA (IFPI)                                       | 14             |
| México (Billboard)                                | 23             |
| Nigéria (TurnTable Top 100)                       | 85             |
| Noruega (VG-lista)                                | 1              |
| Nova Zelândia (Recorded Music NZ)                 | 1              |
| Países Baixos (Dutch Top 40)                      | 16             |
| Países Baixos (Single Top 100)                    | 6              |
| Panamá (Monitor Latino)                           | 10             |
| Peru (Billboard)                                  | 9              |
| Polónia (Polish Streaming Top 100)                | 28             |
| Portugal (AFP)                                    | 2              |
| Reino Unido (UK Singles Chart)                    | 1              |
| República Checa (Singles Digitál Top 100)         | 15             |
| Singapura (RIAS)                                  | 1              |
| África do Sul (TOSAC)                             | 10             |
| Suécia (Sverigetopplistan)                        | 6              |
| Suíça (Schweizer Hitparade)                       | 12             |
| Turquia (International) (Radiomonitor Türkiye)    | 9              |
| Venezuela (Record Report)                         | 34             |

| Tabela (2024)                                  | Melhor posição |
| ---------------------------------------------- | -------------- |
| CEI (CIS Airplay) (TopHit)                     | 63             |
| Eslováquia (Rádio – Top 100)                   | 56             |
| Eslováquia (Singles Digitál – Top 100)         | 39             |
| Estônia (Airplay) (TopHit)                     | 8              |
| Lituania (Airplay) (TopHit)                    | 4              |
| Paraguai (SGP)                                 | 33             |
| República Tchéquia (Singles Digitál – Top 100) | 45             |

## Histórico de lançamento
| Região         | Data                 | Formato(s)                 | Versão            | Gravadora | Ref.                    |
| -------------- | -------------------- | -------------------------- | ----------------- | --------- | ----------------------- |
| Várias         | 6 de junho de 2024   | Download digital streaming | Original          | Island    | [ 116 ] [ 117 ] [ 118 ] |
| Várias         | 18 de junho de 2024  | Download digital streaming | EP                | Island    | [ 34 ]                  |
| Estados Unidos | 18 de junho de 2024  | Contemporary hit radio     | Original          | Island    | [ 119 ] [ 120 ]         |
| Várias         | 23 de agosto de 2024 | 7-inch single              | Original Acoustic | Island    | [ 35 ]                  |